# Mera Me Ti Mera
Mera Me Ti Mera (Μέρα με τη μέρα) – debiutancki album studyjny greckiej grupy muzycznej Antique, wydany w Grecji w 1999 roku przez V2 Records. W Skandynawii album został wydany pod tytułem Opa Opa przez Bonnier Music.

## Lista utworów
1. "Mystique Antique"
2. "Dinata Dinata"
3. "Opa Opa"
4. "Mera Me Ti Mera"
5. "Se Thelo"
6. "I Zoi Einai Tora"
7. "No Time To Play"
8. "Ellatho"
9. "Set Your Body Free"
10. "Mou Leipeis"
11. "The Earth"
12. "Westoriental Trip"